# Sharp PC-1500
Le PC-1500 était un ordinateur de poche produit par Sharp dans les années 1981 à 1985. Un clone fut produit par Tandy sous le nom de TRS-80 PC-2.
La machine était construite autour du LH5801, un processeur 8-bits similaire au Zilog Z80, mais en version CMOS. Équipé de base avec 2 ko de RAM, son langage de programmation était le BASIC
Le BASIC interprété du PC-1500, plutôt performant, comportait de nombreuses instructions. Il permettait par exemple d'adresser n'importe quel point de la matrice d'affichage 156×7 pixels et d'effectuer des traçages sur l'interface CE-150. Par ailleurs, un buzzer piezzo permettait de calibrer les sons selon trois paramètres (fréquence, durée, répétition).
Le PC-1500 était également programmable en langage machine. Une entreprise allemande commercialisera sur cassette un assembleur/désassembleur (nécessitant un module de 8 Ko - CE155 - ou un PC1500A déjà doté de 8 Ko de RAM).
LE PC 1500 dispose d'un emplacement avec connecteur pour des modules mémoires et ROM (de 4 Ko à plus de 32 Ko).

## Versions
Il existe 8 versions de cette machine avec mémoire de 2 Ko :
- Sharp PC-1500, version japonaise (1981)
- Sharp PC-1500, version japonaise avec le contour du LCD en couleur bleue (1984). Connue aussi sous le nom de PC-1500D
- Sharp PC-1500, version européenne, américaine et chinoise (1982)
- Sharp PC-1500 RP, version brésilienne (1982 ?)
- Sharp PC-1500 RP2, version brésilienne avec module 16KB en standard (1982 ?)
- HiradasTechnika PTA-4000, produit en Hongrie sous licence
- HiradasTechnika PTA-4000+16, produit en Hongrie sous licence (avec extension 16 Ko intégrée au détriment du connecteur module)
- Tandy TRS-80 PC2, avec une disposition différente du clavier et de l'écran.

Et 3 versions avec 8 Ko de mémoire :
- Sharp PC-1501, version japonaise (1983)
- Sharp PC-1500A, versions européenne, américaine et chinoise (1984)
- Nanfeng PC-1500A, version chinoise (1983)

## Spécifications techniques
- Afficheur LCD 156×7 pixels
- Clavier QWERTY
- Haut-parleur piezo intégré
- Horloge (real-time clock)
- Emplacement pour module mémoire/ROM
- Port, avec bus système pour extensions
- Logement piles (4×AA)
- Connecteur pour alimentation externe (l'adaptateur officiel est le Sharp EA-150, qui délivre 500 mA sous 9 V, livré en standard avec l'imprimante CE-150.)

### Accessoires
- CE-150, ou KA-160 avec PTA-4000 : imprimante/mini table traçante 4 couleurs (4 petits stylos à bille sur un barillet rotatif : noir, bleu, vert, rouge) + interface permettant la sauvegarde et le chargement de programmes sur cassette audio.
- CE-151 : 4 ko de module mémoire
- CE-152 : lecteur de cassettes (stockage externe)
- CE-153 : extension clavier (un clavier sensitif programmable).
- CE-154 : mallette dédiée pour contenir : PC-1500 + CE-150+CE-152+CE-153
- CE-155 Module mémoire 8 ko
- CE-156 Cassette avec le programme des caractères Katakana
- CE-157 Module mémoire 4 ko protégé par pile CR2032 et ROM des caractères Katakana
- CE-158 Interface de communication RS-232c et parallèle avec batterie intégrée
- CE-159 Module mémoire 8Ko protégé par pile CR2032. La mémoire peut être interdite en écriture par bloc de 2 ko.
- CE-160 Module mémoire lecture seule de 7,8 ko protégé par pile CR2032. La programmation de ce module se fait à l'aide du CE-165.
- CE-161 Module mémoire de 16Ko protégé par pile CR2032
- CE-162E Interface // et port pour lecteur de cassette
- CE-163 Module mémoire de 32 ko organisé en 2× 16 ko et protégé par pile CR2032.
- CE-165 Module de programmation des CE-160. Il peut en programmer 16 à la fois.

## Émulation
Avec l'émulateur SHARP PC-1500A et le PockEmul, vous pouvez émuler un PC-1500A.